# Hartz Peak
Hartz Peak är en bergstopp i Australien. Den ligger i kommunen Huon Valley och delstaten Tasmanien, i den sydöstra delen av landet, omkring 61 kilometer sydväst om delstatshuvudstaden Hobart. Toppen på Hartz Peak är 1 227 meter över havet.
Runt Hartz Peak är det mycket glesbefolkat, med 2 invånare per kvadratkilometer.. Närmaste större samhälle är Geeveston, omkring 16 kilometer nordost om Hartz Peak. 
I omgivningarna runt Hartz Peak växer i huvudsak städsegrön lövskog. Genomsnittlig årsnederbörd är 1 496 millimeter. Den regnigaste månaden är juli, med i genomsnitt 181 mm nederbörd, och den torraste är februari, med 68 mm nederbörd.